# Hino nacional de Palau
Belau rekid (O nosso Palau) é o hino nacional de Palau. Foi adotado oficialmente em 1980. A música foi composta por Ymesei O. Ezequiel, para que as palavras combinadas de vários autores foram definidas.